# Потичёво
Потичёво — деревня Смолевичского района Минской области Республики Беларусь.

## История
В 1816—1853 годах деревня принадлежала шляхтичу Доминику Монюшко.
Человек передовых взглядов, на своих землях он отменил крепостное право ещё в 1817 году и раздал землю крестьянам. Брал с них налог, который тратил на образование их же детей. В деревне Ротковщине (была сожжена в годы войны и не восстановилась), где жил и сам, создал школу для мальчиков, а в Потичево — пансионат для девочек. Учили воспитанников по системам Песталоцци и Ланкастера, при этом очень поощрялось, когда бывшие ученики становились учителями или обучали своих домочадцев. Кроме уроков грамоты, арифметики и Закона Божьего, учителя с европейским образованием обучали юных крестьян растениеводству и животноводству, пчеловодству и в целом рациональному ведению хозяйства. Жаль, школы существовали недолго. Доминик Монюшко, который истратил на этот прогрессивный проект все свое состояние, разорился. Здоровье пошатнулось, он переехал в скромную квартиру в Минске. Школу для мальчиков закрыли, а вот девичий пансион в Потичево до 1853 года содержал его брат Игнатий.
Изначально до 1939 года в Потичёво была только одна улица — Новая, но после название улицы поменялось, а территория — расширилась.
На данный момент в деревне две улицы — Центральная и Дерябина, и обе очень протяжные.
Деревня глухая, но комфортная. Достопримечательность деревни — дубовая аллея которой более чем 200 лет.
Сейчас здесь проживают пожилые люди и дачники.
У деревни достаточно интересная история, но всё пришло к тому, что она старая, и постепенно вымирает.